# ファールバウティ (衛星)
ファールバウティ (Saturn XL Farbauti) は、土星の第40衛星である。逆行軌道で土星を公転する不規則衛星で、北欧群に属する。また、北欧群の他の7つの衛星とサブグループ（下位群）スカジ群を形成している。
デビッド・C・ジューイット、スコット・S・シェパード、ブライアン・マースデン、ジャン・クレイナらの観測チームにより、2004年12月12日～2005年3月9日の間に行われた一連の観測によって発見された。最初に確認されたのは12月12日の観測である。観測にはすばる望遠鏡、W・M・ケック天文台、ジェミニ北望遠鏡の大型望遠鏡群が用いられた。2005年5月3日に小惑星センターのサーキュラーで他の11個の土星の新衛星の発見と合わせて報告され、S/2004 S 9 という仮符号が与えられた。
2007年4月5日に北欧神話に登場する火の神ロキの父で巨人のファールバウティに因んで命名され、Saturn XL という確定番号が与えられた。
土星からの平均距離は約 20,390,000 kmで、推定直径が約 5 km の小さい天体である。